# Maria Margarethe Kirch
Maria Margarethe Kirch, z domu Winckelmann lub Winkelmann (ur. 25 lutego 1670 w Panitzsch koło Lipska, zm. 29 grudnia 1720 w Berlinie) – niemiecka astronomka.

## Życiorys
Była córką pastora, nie otrzymała żadnego formalnego wykształcenia. Astronomią zainteresował ją Christopher Arnold z Sommerfeld, znany jako „chłopski astronom” (była jego asystentką). W 1692 wyszła za mąż za wybitnego astronoma Gottfrieda Kircha, który uczył ją i zachęcał do rozwijania pasji naukowych. Współpracowała z mężem, przeprowadzając obserwacje i obliczenia. Nie została zatrudniona w obserwatorium berlińskim jako kobieta bez formalnego wykształcenia, przyjęto ją jednak do Akademii Berlińskiej. W 1712 opublikowała własną pracę o koniunkcji Jowisza i Saturna, a następnie przeprowadzała obliczenia kalendarzowe w obserwatorium barona von Krosigk.
Wyszła ponownie za mąż za Henrika von Bema.
Po śmierci męża w 1714 zaczęła współpracować z synem, również astronomem i od 1716 członkiem Akademii Berlińskiej.
Na jej cześć nazwano planetoidę (9815) Mariakirch.